# Campeonato Europeu de Voleibol Masculino de 2023
O Campeonato Europeu de Voleibol Masculino de 2023 foi a 33.ª edição deste torneio bianual que reune as principais seleções europeias de voleibol masculino. A Confederação Europeia de Voleibol (CEV) foi a responsável pela organização do campeonato, que ocorreu entre 28 de agosto e 16 de setembro e foi sediado pela terceira vez consecutiva por quatro países: Bulgária, Israel, Itália e Macedônia do Norte.
Após 14 anos, a seleção da Polônia conquistou seu segundo título do Campeonato Europeu ao derrotar a Itália, donos da casa, por 3 sets a 0. Na disputa pelo terceiro lugar, a Eslovênia, que vinha de dois vice-campeonatos consecutivos, conquistou a inédita medalha de bronze ao derrotar a França por 3 sets a 2.
O ponteiro polonês Wilfredo León, que anotou 13 pontos na partida final, foi eleito o melhor jogador do campeonato.

## Escolha da sede
Em maio de 2022, a CEV havia anunciado Bulgária, Itália e Macedônia do Norte como organizadores do Campeonato Europeu de 2023. Um mês após, a Ucrânia – que deveria ser uma das anfitriãs desta edição – perdeu o direito de sediar o torneio devido ao conflito armado com a Rússia. Todavia, o presidente da Federação Ucraniana de Voleibol (FVU), Mykhail Melnik, confirmou que a CEV ofereceu ao país o direito de sediar a próxima edição do campeonato europeu.
Em 5 de outubro do mesmo ano, a CEV anunciou Israel como substituta da Ucrânia, sendo a primeira vez deste país como co-organizador do evento.

## Locais
| Grupo B, oitavas de final e quartas de final | Grupo D            | Grupo C                             | Grupo A             |
| Varna, Bulgária                              | Tel Aviv, Israel   | Escópia, Macedónia do Norte         | Bolonha, Itália     |
| -------------------------------------------- | ------------------ | ----------------------------------- | ------------------- |
| Palácio de Cultura e Esportes                | Shlomo Group Arena | Centro Esportivo Boris Trajkovski   | Unipol Arena        |
|                                              |                    |                                     |                     |
| Capacidade: 4 500                            | Capacidade: 3 400  | Capacidade: 4 900                   | Capacidade: 11 000  |
| Grupo A                                      | Grupo A            | Oitavas de final e quartas de final | Semifinais e final  |
| Perúgia, Itália                              | Ancona, Itália     | Bari, Itália                        | Roma, Itália        |
| Pala Barton                                  | PalaRossini        | PalaFlorio                          | Palazzo dello Sport |
|                                              |                    |                                     |                     |
| Capacidade: 6 000                            | Capacidade: 5 000  | Capacidade: 6 000                   | Capacidade: 11 000  |

## Equipes participantes
Participaram do torneio as 4 seleções organizadoras do torneio, as 8 melhores seleções do Campeonato Europeu de 2021 e as 12 melhores seleções provenientes da fase qualificatória.
| Seleção            | Qualificação               | Última aparição | Seleção    | Qualificação    | Qualificação            | Última aparição |
| ------------------ | -------------------------- | --------------- | ---------- | --------------- | ----------------------- | --------------- |
| Bulgária           | País-sede                  | 2021            | Turquia    | Qualificatórias | Grupo A                 | 2021            |
| Israel             | País-sede                  | 1971            | Finlândia  | Qualificatórias | Grupo B                 | 2021            |
| Itália             | País-sede                  | 2021            | Bélgica    | Qualificatórias | Grupo C                 | 2021            |
| Macedônia do Norte | País-sede                  | 2021            | Portugal   | Qualificatórias | Grupo D                 | 2021            |
| Sérvia             | Campeonato Europeu de 2021 | 2021            | Grécia     | Qualificatórias | Grupo E                 | 2021            |
| Alemanha           | Campeonato Europeu de 2021 | 2021            | Espanha    | Qualificatórias | Grupo F                 | 2021            |
| Chéquia            | Campeonato Europeu de 2021 | 2021            | Romênia    | Qualificatórias | Grupo G                 | 2019            |
| Eslovênia          | Campeonato Europeu de 2021 | 2021            | Croácia    | Qualificatórias | Melhor segundo colocado | 2021            |
| França             | Campeonato Europeu de 2021 | 2021            | Dinamarca  | Qualificatórias | Melhor segundo colocado | 2013            |
| Países Baixos      | Campeonato Europeu de 2021 | 2021            | Estônia    | Qualificatórias | Melhor segundo colocado | 2021            |
| Polônia            | Campeonato Europeu de 2021 | 2021            | Montenegro | Qualificatórias | Melhor segundo colocado | 2021            |
| Ucrânia            | Realocação                 | 2021            | Suíça      | Qualificatórias | Melhor segundo colocado | 1971            |

## Sorteio dos grupos
O sorteio dos grupos foi realizado em 16 de novembro de 2022, em Nápoles, Itália.
| Grupo A  | Grupo B   | Grupo C            | Grupo D  |
| -------- | --------- | ------------------ | -------- |
| Itália   | Bulgária  | Macedônia do Norte | Israel   |
| Suíça    | Finlândia | Montenegro         | Romênia  |
| Sérvia   | Eslovênia | Polônia            | França   |
| Alemanha | Ucrânia   | Países Baixos      | Turquia  |
| Bélgica  | Croácia   | Chéquia            | Portugal |
| Estônia  | Espanha   | Dinamarca          | Grécia   |

## Formato de disputa
Fase classificatória
Na primeira fase, as 24 equipes foram distribuídas em quatro grupos de seis equipes jogando entre si em turno único. As quatro melhores equipes de cada grupo se classificaram para a fase final.
Fase final
A fase final consistiu em dezesseis partidas em sistema eliminatório: oito jogos nas oitavas de final, quatro jogos nas quartas de final, duas partidas nas semifinais, disputa pelo terceiro lugar e pelo título do campeonato.

## Critérios de classificação nos grupos
1. Número de vitórias;
2. Pontos;
3. Razão de sets;
4. Razão de pontos;
5. Resultado da última partida entre os times empatados.

- Placar de 3–0 ou 3–1: 3 pontos para o vencedor, nenhum para o perdedor;
- Placar de 3–2: 2 pontos para o vencedor, 1 para o perdedor.

## Fase classificatória
- As partidas seguem o horário local.

|  | Qualificado para a fase final |

### Grupo A
|     |          |     | Jogos | Jogos | Jogos | Resultados | Resultados | Resultados | Resultados | Resultados | Resultados | Sets | Sets | Sets  | Pontos | Pontos | Pontos |
| Pos | Equipe   | Pts | T     | V     | D     | 3–0        | 3–1        | 3–2        | 2–3        | 1–3        | 0–3        | V    | P    | R     | V      | P      | R      |
| --- | -------- | --- | ----- | ----- | ----- | ---------- | ---------- | ---------- | ---------- | ---------- | ---------- | ---- | ---- | ----- | ------ | ------ | ------ |
| 1   | Itália   | 14  | 5     | 5     | 0     | 4          | 0          | 1          | 0          | 0          | 0          | 15   | 2    | 7.500 | 402    | 326    | 1.233  |
| 2   | Sérvia   | 12  | 5     | 4     | 1     | 2          | 2          | 0          | 0          | 0          | 1          | 12   | 5    | 2.400 | 393    | 365    | 1.077  |
| 3   | Alemanha | 9   | 5     | 3     | 2     | 2          | 0          | 1          | 1          | 1          | 0          | 12   | 8    | 1.500 | 448    | 407    | 1.101  |
| 4   | Bélgica  | 7   | 5     | 2     | 3     | 1          | 1          | 0          | 1          | 1          | 1          | 9    | 10   | 0.900 | 398    | 412    | 0.966  |
| 5   | Estônia  | 2   | 5     | 1     | 4     | 0          | 0          | 1          | 0          | 1          | 3          | 4    | 14   | 0.286 | 366    | 414    | 0.884  |
| 6   | Suíça    | 1   | 5     | 0     | 5     | 0          | 0          | 0          | 1          | 0          | 4          | 2    | 15   | 0.133 | 325    | 408    | 0.797  |

| Data   | Hora  |          | Placar |          | Set 1 | Set 2 | Set 3 | Set 4 | Set 5 | Total   | Relatório |
| ------ | ----- | -------- | ------ | -------- | ----- | ----- | ----- | ----- | ----- | ------- | --------- |
| 28 ago | 21:00 | Bélgica  | 0–3    | Itália   | 17–25 | 18–25 | 15–25 |       |       | 50–75   | Relatório |
| 30 ago | 18:00 | Alemanha | 3–0    | Estônia  | 25–22 | 25–19 | 25–19 |       |       | 75–60   | Relatório |
| 30 ago | 21:00 | Suíça    | 0–3    | Sérvia   | 19–25 | 16–25 | 19–25 |       |       | 54–75   | Relatório |
| 31 ago | 18:00 | Sérvia   | 3–1    | Bélgica  | 25–22 | 18–25 | 25–20 | 25–20 |       | 93–87   | Relatório |
| 31 ago | 21:00 | Estônia  | 0–3    | Itália   | 17–25 | 22–25 | 19–25 |       |       | 58–75   | Relatório |
| 1 set  | 18:00 | Alemanha | 3–0    | Suíça    | 25–14 | 25–16 | 25–21 |       |       | 75–51   | Relatório |
| 1 set  | 21:00 | Sérvia   | 0–3    | Itália   | 15–25 | 19–25 | 21–25 |       |       | 55–75   | Relatório |
| 3 set  | 18:00 | Estônia  | 3–2    | Suíça    | 25–18 | 25–21 | 22–25 | 21–25 | 15–13 | 108–102 | Relatório |
| 3 set  | 21:00 | Bélgica  | 2–3    | Alemanha | 25–22 | 25–17 | 15–25 | 22–25 | 12–15 | 99–104  | Relatório |
| 4 set  | 18:00 | Sérvia   | 3–0    | Estônia  | 25–16 | 25–23 | 25–22 |       |       | 75–61   | Relatório |
| 4 set  | 21:00 | Itália   | 3–0    | Suíça    | 25–19 | 25–23 | 25–15 |       |       | 75–57   | Relatório |
| 5 set  | 18:00 | Bélgica  | 3–1    | Estônia  | 25–18 | 25–17 | 12–25 | 25–19 |       | 87–79   | Relatório |
| 5 set  | 21:00 | Alemanha | 1–3    | Sérvia   | 22–25 | 25–20 | 22–25 | 19–25 |       | 88–95   | Relatório |
| 6 set  | 18:00 | Suíça    | 0–3    | Bélgica  | 20–25 | 19–25 | 22–25 |       |       | 61–75   | Relatório |
| 6 set  | 21:00 | Alemanha | 2–3    | Itália   | 22–25 | 25–23 | 22–25 | 25–14 | 12–15 | 106–102 | Relatório |

### Grupo B
|     |           |     | Jogos | Jogos | Jogos | Resultados | Resultados | Resultados | Resultados | Resultados | Resultados | Sets | Sets | Sets   | Pontos | Pontos | Pontos |
| Pos | Equipe    | Pts | T     | V     | D     | 3–0        | 3–1        | 3–2        | 2–3        | 1–3        | 0–3        | V    | P    | R      | V      | P      | R      |
| --- | --------- | --- | ----- | ----- | ----- | ---------- | ---------- | ---------- | ---------- | ---------- | ---------- | ---- | ---- | ------ | ------ | ------ | ------ |
| 1   | Eslovênia | 15  | 5     | 5     | 0     | 4          | 1          | 0          | 0          | 0          | 0          | 15   | 1    | 15,000 | 411    | 328    | 1.253  |
| 2   | Croácia   | 8   | 5     | 3     | 2     | 1          | 1          | 1          | 0          | 0          | 2          | 9    | 9    | 1,000  | 383    | 395    | 0.970  |
| 3   | Ucrânia   | 6   | 5     | 2     | 3     | 1          | 0          | 1          | 1          | 2          | 0          | 10   | 11   | 0.909  | 459    | 460    | 0.998  |
| 4   | Bulgária  | 6   | 5     | 2     | 3     | 0          | 2          | 0          | 0          | 2          | 1          | 8    | 11   | 0.727  | 437    | 458    | 0.954  |
| 5   | Espanha   | 6   | 5     | 2     | 3     | 0          | 2          | 0          | 0          | 0          | 3          | 6    | 11   | 0.545  | 361    | 397    | 0.909  |
| 6   | Finlândia | 4   | 5     | 1     | 4     | 1          | 0          | 0          | 1          | 2          | 1          | 7    | 12   | 0.583  | 423    | 436    | 0.970  |

| Data   | Hora  |           | Placar |           | Set 1 | Set 2 | Set 3 | Set 4 | Set 5 | Total   | Relatório |
| ------ | ----- | --------- | ------ | --------- | ----- | ----- | ----- | ----- | ----- | ------- | --------- |
| 29 ago | 20:30 | Espanha   | 3–1    | Bulgária  | 25–17 | 25–21 | 21–25 | 25–19 |       | 96–82   | Relatório |
| 30 ago | 17:30 | Eslovênia | 3–1    | Ucrânia   | 23–25 | 25–22 | 25–20 | 25–20 |       | 98–87   | Relatório |
| 30 ago | 20:30 | Finlândia | 3–0    | Croácia   | 25–19 | 25–19 | 25–22 |       |       | 75–60   | Relatório |
| 31 ago | 17:30 | Ucrânia   | 2–3    | Croácia   | 25–17 | 22–25 | 25–20 | 15–25 | 13–15 | 100–102 | Relatório |
| 31 ago | 20:30 | Finlândia | 1–3    | Bulgária  | 26–28 | 25–27 | 25–15 | 16–25 |       | 92–95   | Relatório |
| 1 set  | 17:30 | Finlândia | 0–3    | Eslovênia | 21–25 | 19–25 | 22–25 |       |       | 62–75   | Relatório |
| 1 set  | 20:30 | Croácia   | 3–0    | Espanha   | 25–19 | 25–20 | 25–22 |       |       | 75–61   | Relatório |
| 2 set  | 17:30 | Eslovênia | 3–0    | Espanha   | 25–19 | 25–15 | 25–15 |       |       | 75–49   | Relatório |
| 2 set  | 20:30 | Bulgária  | 3–1    | Ucrânia   | 20–25 | 25–17 | 25–20 | 25–23 |       | 95–85   | Relatório |
| 3 set  | 17:30 | Espanha   | 3–1    | Finlândia | 25–21 | 19–25 | 25–21 | 25–23 |       | 94–90   | Relatório |
| 3 set  | 20:30 | Bulgária  | 1–3    | Croácia   | 25–22 | 16–25 | 22–25 | 21–25 |       | 84–97   | Relatório |
| 4 set  | 17:30 | Ucrânia   | 3–2    | Finlândia | 25–23 | 25–17 | 23–25 | 24–26 | 15–13 | 112–104 | Relatório |
| 4 set  | 20:30 | Croácia   | 0–3    | Eslovênia | 17–25 | 18–25 | 14–25 |       |       | 49–75   | Relatório |
| 5 set  | 17:30 | Espanha   | 0–3    | Ucrânia   | 21–25 | 21–25 | 19–25 |       |       | 61–75   | Relatório |
| 5 set  | 20:30 | Eslovênia | 3–0    | Bulgária  | 31–29 | 25–22 | 32–30 |       |       | 88–81   | Relatório |

### Grupo C
|     |                    |     | Jogos | Jogos | Jogos | Resultados | Resultados | Resultados | Resultados | Resultados | Resultados | Sets | Sets | Sets   | Pontos | Pontos | Pontos |
| Pos | Equipe             | Pts | T     | V     | D     | 3–0        | 3–1        | 3–2        | 2–3        | 1–3        | 0–3        | V    | P    | R      | V      | P      | R      |
| --- | ------------------ | --- | ----- | ----- | ----- | ---------- | ---------- | ---------- | ---------- | ---------- | ---------- | ---- | ---- | ------ | ------ | ------ | ------ |
| 1   | Polônia            | 15  | 5     | 5     | 0     | 4          | 1          | 0          | 0          | 0          | 0          | 15   | 1    | 15,000 | 398    | 272    | 1.463  |
| 2   | Países Baixos      | 12  | 5     | 4     | 1     | 3          | 1          | 0          | 0          | 1          | 0          | 13   | 4    | 3.250  | 403    | 364    | 1.107  |
| 3   | Chéquia            | 9   | 5     | 3     | 2     | 2          | 1          | 0          | 0          | 0          | 2          | 9    | 7    | 1.286  | 375    | 351    | 1.068  |
| 4   | Macedônia do Norte | 6   | 5     | 2     | 3     | 1          | 1          | 0          | 0          | 0          | 3          | 6    | 10   | 0.600  | 332    | 373    | 0.890  |
| 5   | Montenegro         | 3   | 5     | 1     | 4     | 0          | 1          | 0          | 0          | 0          | 4          | 3    | 13   | 0.231  | 308    | 399    | 0.772  |
| 6   | Dinamarca          | 0   | 5     | 0     | 5     | 0          | 0          | 0          | 0          | 4          | 1          | 4    | 15   | 0.267  | 415    | 472    | 0.879  |

| Data   | Hora  |                    | Placar |                    | Set 1 | Set 2 | Set 3 | Set 4 | Set 5 | Total  | Relatório |
| ------ | ----- | ------------------ | ------ | ------------------ | ----- | ----- | ----- | ----- | ----- | ------ | --------- |
| 30 ago | 20:00 | Macedônia do Norte | 3–1    | Dinamarca          | 22–25 | 25–22 | 25–19 | 25–22 |       | 97–88  | Relatório |
| 31 ago | 17:00 | Montenegro         | 0–3    | Países Baixos      | 19–25 | 18–25 | 22–25 |       |       | 59–75  | Relatório |
| 31 ago | 20:00 | Polônia            | 3–0    | Chéquia            | 25–17 | 25–20 | 25–20 |       |       | 75–57  | Relatório |
| 1 set  | 17:00 | Países Baixos      | 1–3    | Polônia            | 15–25 | 25–23 | 27–29 | 22–25 |       | 89–102 | Relatório |
| 1 set  | 20:00 | Dinamarca          | 1–3    | Chéquia            | 25–23 | 13–25 | 19–25 | 22–25 |       | 79–98  | Relatório |
| 2 set  | 17:00 | Países Baixos      | 3–0    | Chéquia            | 25–22 | 25–22 | 25–22 |       |       | 75–66  | Relatório |
| 2 set  | 20:00 | Macedônia do Norte | 3–0    | Montenegro         | 25–22 | 25–18 | 25–20 |       |       | 75–60  | Relatório |
| 3 set  | 17:00 | Dinamarca          | 1–3    | Montenegro         | 25–18 | 29–31 | 22–25 | 23–25 |       | 99–99  | Relatório |
| 3 set  | 20:00 | Polônia            | 3–0    | Macedônia do Norte | 25–12 | 25–21 | 25–14 |       |       | 75–47  | Relatório |
| 4 set  | 17:00 | Dinamarca          | 1–3    | Países Baixos      | 18–25 | 24–26 | 25–23 | 20–25 |       | 87–99  | Relatório |
| 4 set  | 20:00 | Chéquia            | 3–0    | Montenegro         | 25–18 | 25–20 | 25–15 |       |       | 75–53  | Relatório |
| 5 set  | 17:00 | Macedônia do Norte | 0–3    | Países Baixos      | 19–25 | 19–25 | 16–25 |       |       | 54–75  | Relatório |
| 5 set  | 20:00 | Polônia            | 3–0    | Dinamarca          | 25–23 | 25–9  | 25–20 |       |       | 75–52  | Relatório |
| 6 set  | 17:00 | Montenegro         | 0–3    | Polônia            | 14–25 | 11–25 | 12–25 |       |       | 37–75  | Relatório |
| 6 set  | 20:00 | Macedônia do Norte | 0–3    | Chéquia            | 19–25 | 23–25 | 17–25 |       |       | 59–75  | Relatório |

### Grupo D
|     |          |     | Jogos | Jogos | Jogos | Resultados | Resultados | Resultados | Resultados | Resultados | Resultados | Sets | Sets | Sets  | Pontos | Pontos | Pontos |
| Pos | Equipe   | Pts | T     | V     | D     | 3–0        | 3–1        | 3–2        | 2–3        | 1–3        | 0–3        | V    | P    | R     | V      | P      | R      |
| --- | -------- | --- | ----- | ----- | ----- | ---------- | ---------- | ---------- | ---------- | ---------- | ---------- | ---- | ---- | ----- | ------ | ------ | ------ |
| 1   | França   | 12  | 5     | 4     | 1     | 3          | 1          | 0          | 0          | 1          | 0          | 13   | 4    | 3.250 | 423    | 369    | 1.146  |
| 2   | Portugal | 9   | 5     | 3     | 2     | 2          | 0          | 1          | 1          | 1          | 0          | 12   | 8    | 1.500 | 435    | 434    | 1.002  |
| 3   | Romênia  | 9   | 5     | 3     | 2     | 0          | 2          | 1          | 1          | 0          | 1          | 11   | 10   | 1.100 | 462    | 450    | 1.027  |
| 4   | Turquia  | 8   | 5     | 2     | 3     | 1          | 1          | 0          | 2          | 0          | 1          | 10   | 10   | 1,000 | 467    | 439    | 1.064  |
| 5   | Israel   | 4   | 5     | 2     | 3     | 0          | 0          | 2          | 0          | 0          | 3          | 6    | 13   | 0.462 | 386    | 439    | 0.879  |
| 6   | Grécia   | 3   | 5     | 1     | 4     | 0          | 0          | 1          | 1          | 2          | 1          | 7    | 14   | 0.500 | 440    | 482    | 0.913  |

| Data   | Hora  |          | Placar |          | Set 1 | Set 2 | Set 3 | Set 4 | Set 5 | Total   | Relatório |
| ------ | ----- | -------- | ------ | -------- | ----- | ----- | ----- | ----- | ----- | ------- | --------- |
| 29 ago | 20:00 | Grécia   | 2–3    | Israel   | 17–25 | 29–27 | 25–21 | 21–25 | 13–15 | 105–113 | Relatório |
| 30 ago | 17:00 | Turquia  | 0–3    | França   | 20–25 | 28–30 | 25–27 |       |       | 73–82   | Relatório |
| 30 ago | 20:00 | Romênia  | 0–3    | Portugal | 19–25 | 18–25 | 23–25 |       |       | 60–75   | Relatório |
| 31 ago | 17:00 | França   | 3–1    | Portugal | 25–21 | 25–27 | 25–19 | 25–15 |       | 100–82  | Relatório |
| 31 ago | 20:00 | Romênia  | 2–3    | Israel   | 25–27 | 25–12 | 25–21 | 22–25 | 8–15  | 105–100 | Relatório |
| 1 set  | 16:00 | Romênia  | 3–2    | Turquia  | 25–22 | 18–25 | 25–21 | 23–25 | 17–15 | 108–108 | Relatório |
| 1 set  | 19:00 | Portugal | 2–3    | Grécia   | 25–22 | 25–19 | 20–25 | 16–25 | 12–15 | 98–106  | Relatório |
| 2 set  | 17:30 | Turquia  | 3–1    | Grécia   | 22–25 | 26–24 | 25–19 | 25–23 |       | 98–91   | Relatório |
| 2 set  | 20:30 | Israel   | 0–3    | França   | 21–25 | 27–29 | 17–25 |       |       | 65–79   | Relatório |
| 3 set  | 17:00 | Grécia   | 1–3    | Romênia  | 16–25 | 18–25 | 25–23 | 21–25 |       | 80–98   | Relatório |
| 3 set  | 20:00 | Israel   | 0–3    | Portugal | 22–25 | 21–25 | 12–25 |       |       | 55–75   | Relatório |
| 4 set  | 17:00 | França   | 1–3    | Romênia  | 23–25 | 25–16 | 18–25 | 21–25 |       | 87–91   | Relatório |
| 4 set  | 20:00 | Portugal | 3–2    | Turquia  | 26–24 | 21–25 | 15–25 | 28–26 | 15–13 | 105–113 | Relatório |
| 5 set  | 17:00 | Grécia   | 0–3    | França   | 19–25 | 22–25 | 17–25 |       |       | 58–75   | Relatório |
| 5 set  | 20:00 | Turquia  | 3–0    | Israel   | 25–23 | 25–13 | 25–17 |       |       | 75–53   | Relatório |

## Fase final
- As partidas seguem o horário local.

|  | Oitavas de final      | Oitavas de final       |                        |   | Quartas de final | Quartas de final |                       |                       | Semifinais | Semifinais |  |  | Final | Final |
|  |                       |                        |                        |   |                  |                  |                       |                       |            |            |  |  |       |       |
|  | 9 de setembro – Bari  |                        |                        |   |                  |                  |                       |                       |            |            |  |  |       |       |
|  |                       |                        |                        |   |                  |                  |                       |                       |            |            |  |  |       |       |
|  | Itália                | 3                      |                        |   |                  |                  |                       |                       |            |            |  |  |       |       |
|  | Itália                | 3                      | 12 de setembro – Bari  |   |                  |                  |                       |                       |            |            |  |  |       |       |
|  | Macedônia do Norte    | 0                      |                        |   |                  |                  |                       |                       |            |            |  |  |       |       |
|  | Macedônia do Norte    | 0                      | Itália                 | 3 |                  |                  |                       |                       |            |            |  |  |       |       |
|  | 9 de setembro – Bari  |                        | Itália                 | 3 |                  |                  |                       |                       |            |            |  |  |       |       |
|  |                       | Países Baixos          | 2                      |   |                  |                  |                       |                       |            |            |  |  |       |       |
|  | Países Baixos         | Países Baixos          | 2                      | 3 |                  |                  |                       |                       |            |            |  |  |       |       |
|  | Países Baixos         |                        | 14 de setembro – Roma  | 3 |                  |                  |                       |                       |            |            |  |  |       |       |
|  | Alemanha              | 2                      |                        |   |                  |                  |                       |                       |            |            |  |  |       |       |
|  | Alemanha              | 2                      | Itália                 | 3 |                  |                  |                       |                       |            |            |  |  |       |       |
|  | 8 de setembro – Varna |                        | Itália                 | 3 |                  |                  |                       |                       |            |            |  |  |       |       |
|  |                       | França                 | 0                      |   |                  |                  |                       |                       |            |            |  |  |       |       |
|  | França                | França                 | 0                      | 3 |                  |                  |                       |                       |            |            |  |  |       |       |
|  | França                | 11 de setembro – Varna |                        | 3 |                  |                  |                       |                       |            |            |  |  |       |       |
|  | Bulgária              | 0                      |                        |   |                  |                  |                       |                       |            |            |  |  |       |       |
|  | Bulgária              | 0                      | França                 | 3 |                  |                  |                       |                       |            |            |  |  |       |       |
|  | 8 de setembro – Varna |                        | França                 | 3 |                  |                  |                       |                       |            |            |  |  |       |       |
|  |                       | Romênia                | 0                      |   |                  |                  |                       |                       |            |            |  |  |       |       |
|  | Croácia               | Romênia                | 0                      | 2 |                  |                  |                       |                       |            |            |  |  |       |       |
|  | Croácia               |                        | 16 de setembro – Roma  | 2 |                  |                  |                       |                       |            |            |  |  |       |       |
|  | Romênia               | 3                      |                        |   |                  |                  |                       |                       |            |            |  |  |       |       |
|  | Romênia               | 3                      | Itália                 | 0 |                  |                  |                       |                       |            |            |  |  |       |       |
|  | 8 de setembro – Bari  |                        | Itália                 | 0 |                  |                  |                       |                       |            |            |  |  |       |       |
|  |                       | Polônia                | 3                      |   |                  |                  |                       |                       |            |            |  |  |       |       |
|  | Polônia               | Polônia                | 3                      | 3 |                  |                  |                       |                       |            |            |  |  |       |       |
|  | Polônia               | 12 de setembro – Bari  |                        | 3 |                  |                  |                       |                       |            |            |  |  |       |       |
|  | Bélgica               | 1                      |                        |   |                  |                  |                       |                       |            |            |  |  |       |       |
|  | Bélgica               | 1                      | Polônia                | 3 |                  |                  |                       |                       |            |            |  |  |       |       |
|  | 8 de setembro – Bari  |                        | Polônia                | 3 |                  |                  |                       |                       |            |            |  |  |       |       |
|  |                       | Sérvia                 | 1                      |   |                  |                  |                       |                       |            |            |  |  |       |       |
|  | Sérvia                | Sérvia                 | 1                      | 3 |                  |                  |                       |                       |            |            |  |  |       |       |
|  | Sérvia                |                        | 14 de setembro – Roma  | 3 |                  |                  |                       |                       |            |            |  |  |       |       |
|  | Chéquia               | 0                      |                        |   |                  |                  |                       |                       |            |            |  |  |       |       |
|  | Chéquia               | 0                      | Polônia                | 3 |                  |                  |                       |                       |            |            |  |  |       |       |
|  | 9 de setembro – Varna |                        | Polônia                | 3 |                  |                  |                       |                       |            |            |  |  |       |       |
|  |                       | Eslovênia              | 1                      |   | Terceiro lugar   | Terceiro lugar   |                       |                       |            |            |  |  |       |       |
|  | Eslovênia             | Eslovênia              | 1                      | 3 | Terceiro lugar   | Terceiro lugar   |                       |                       |            |            |  |  |       |       |
|  | Eslovênia             | 11 de setembro – Varna | 11 de setembro – Varna | 3 |                  |                  | 16 de setembro – Roma | 16 de setembro – Roma |            |            |  |  |       |       |
|  | Turquia               | 11 de setembro – Varna | 11 de setembro – Varna | 2 |                  |                  | 16 de setembro – Roma | 16 de setembro – Roma |            |            |  |  |       |       |
|  | Turquia               | Eslovênia              | 3                      | 2 | França           | 2                |                       |                       |            |            |  |  |       |       |
|  | 9 de setembro – Varna | Eslovênia              | 3                      |   | França           | 2                |                       |                       |            |            |  |  |       |       |
|  |                       | Ucrânia                | 1                      |   | Eslovênia        | 3                |                       |                       |            |            |  |  |       |       |
|  | Portugal              | Ucrânia                | 1                      | 0 | Eslovênia        | 3                |                       |                       |            |            |  |  |       |       |
|  | Portugal              |                        |                        | 0 |                  |                  |                       |                       |            |            |  |  |       |       |
|  | Ucrânia               | 3                      |                        |   |                  |                  |                       |                       |            |            |  |  |       |       |
|  | Ucrânia               | 3                      |                        |   |                  |                  |                       |                       |            |            |  |  |       |       |

### Oitavas de final
| Data   | Hora  |               | Placar |                    | Set 1 | Set 2 | Set 3 | Set 4 | Set 5 | Total   | Relatório |
| ------ | ----- | ------------- | ------ | ------------------ | ----- | ----- | ----- | ----- | ----- | ------- | --------- |
| 8 set  | 17:30 | Croácia       | 2–3    | Romênia            | 17–25 | 20–25 | 25–17 | 28–26 | 12–15 | 102–108 | Relatório |
| 8 set  | 20:30 | França        | 3–0    | Bulgária           | 25–21 | 25–21 | 25–15 |       |       | 75–57   | Relatório |
| 9 set  | 17:30 | Eslovênia     | 3–2    | Turquia            | 20–25 | 22–25 | 25–21 | 25–23 | 15–13 | 107–107 | Relatório |
| 9 set  | 20:30 | Portugal      | 0–3    | Ucrânia            | 20–25 | 19–25 | 22–25 |       |       | 61–75   | Relatório |
| 9 set  | 18:00 | Itália        | 3–0    | Macedônia do Norte | 25–20 | 25–12 | 25–15 |       |       | 75–47   | Relatório |
| 9 set  | 21:00 | Países Baixos | 3–2    | Alemanha           | 25–20 | 25–23 | 22–25 | 18–25 | 15–12 | 105–105 | Relatório |
| 10 set | 18:00 | Sérvia        | 3–0    | Chéquia            | 25–21 | 26–24 | 25–21 |       |       | 76–66   | Relatório |
| 10 set | 21:00 | Polônia       | 3–1    | Bélgica            | 25–16 | 25–17 | 23–25 | 25–22 |       | 98–80   | Relatório |

### Quartas de final
| Data   | Hora  |           | Placar |               | Set 1 | Set 2 | Set 3 | Set 4 | Set 5 | Total  | Relatório |
| ------ | ----- | --------- | ------ | ------------- | ----- | ----- | ----- | ----- | ----- | ------ | --------- |
| 11 set | 17:30 | Eslovênia | 3–1    | Ucrânia       | 25–17 | 31–29 | 21–25 | 25–23 |       | 102–94 | Relatório |
| 11 set | 21:00 | França    | 3–0    | Romênia       | 25–22 | 25–14 | 27–25 |       |       | 77–61  | Relatório |
| 12 set | 18:00 | Polônia   | 3–1    | Sérvia        | 26–28 | 25–15 | 36–34 | 25–17 |       | 112–94 | Relatório |
| 12 set | 21:00 | Itália    | 3–2    | Países Baixos | 19–25 | 25–17 | 25–16 | 23–25 | 15–12 | 107–95 | Relatório |

### Semifinais
| Data   | Hora  |         | Placar |           | Set 1 | Set 2 | Set 3 | Set 4 | Set 5 | Total | Relatório |
| ------ | ----- | ------- | ------ | --------- | ----- | ----- | ----- | ----- | ----- | ----- | --------- |
| 14 set | 18:00 | Polônia | 3–1    | Eslovênia | 23–25 | 25–21 | 25–20 | 25–21 |       | 98–87 | Relatório |
| 14 set | 21:15 | Itália  | 3–0    | França    | 25–21 | 25–19 | 25–23 |       |       | 75–63 | Relatório |

### Terceiro lugar
| Data   | Hora  |        | Placar |           | Set 1 | Set 2 | Set 3 | Set 4 | Set 5 | Total  | Relatório |
| ------ | ----- | ------ | ------ | --------- | ----- | ----- | ----- | ----- | ----- | ------ | --------- |
| 16 set | 17:30 | França | 2–3    | Eslovênia | 22–25 | 16–25 | 25–21 | 25–18 | 11–15 | 99–104 | Relatório |

### Final
| Data   | Hora  |        | Placar |         | Set 1 | Set 2 | Set 3 | Set 4 | Set 5 | Total | Relatório |
| ------ | ----- | ------ | ------ | ------- | ----- | ----- | ----- | ----- | ----- | ----- | --------- |
| 16 set | 21:00 | Itália | 0–3    | Polônia | 20–25 | 21–25 | 23–25 |       |       | 64–75 | Relatório |

## Classificação final
| Colocação | Equipe             |
| --------- | ------------------ |
|           | Polônia            |
|           | Itália             |
|           | Eslovênia          |
| 4         | França             |
| 5         | Países Baixos      |
| 6         | Sérvia             |
| 7         | Romênia            |
| 8         | Ucrânia            |
| 9         | Alemanha           |
| 10        | Portugal           |
| 11        | Croácia            |
| 12        | Chéquia            |
| 13        | Turquia            |
| 14        | Bélgica            |
| 15        | Bulgária           |
| 16        | Macedônia do Norte |
| 17        | Espanha            |
| 18        | Israel             |
| 19        | Montenegro         |
| 20        | Estônia            |
| 21        | Finlândia          |
| 22        | Grécia             |
| 23        | Suíça              |
| 24        | Dinamarca          |

|  | Classificado para o Campeonato Mundial de 2025                    |
|  | Classificado para o Campeonato Mundial de 2025 como atual campeão |

| Campeonato Europeu de 2023 |
| Polônia                    |
| -------------------------- |
| Campeã (2.º título)        |

| Elenco |
| --- |
| Jakub Popiwczak, Łukasz Kaczmarek, Bartosz Kurek (C), Karol Kłos, Wilfredo León, Bartosz Bednorz, Aleksander Śliwka, Grzegorz Łomacz, Jakub Kochanowski, Kamil Semeniuk, Paweł Zatorski, Marcin Janusz, Tomasz Fornal, Norbert Huber |
| Técnico |
| Nikola Grbić |